# Tournoi de clôture du championnat du Paraguay de football 2018
Navigation
Tournoi précédent Tournoi suivant
Le tournoi de clôture de la saison 2018 du Championnat du Paraguay de football est le deuxième tournoi semestriel de la cent-huitième saison du championnat de première division au Paraguay. La saison est scindée en deux tournois saisonniers qui délivrent chacun un titre de champion. Les douze clubs participants sont réunis au sein d'une poule unique où ils affrontent leurs adversaires deux fois, à domicile et à l'extérieur. À l’issue du tournoi, un classement cumulé des trois dernières années permet de déterminer les deux clubs relégués en deuxième division.
C'est le Club Olimpia qui remporte le tournoi après avoir terminé en tête du classement final, avec neuf points d'avance le Cerro Porteño. C'est le quarante-deuxième titre de champion du Paraguay de l'histoire du club.

## Qualifications continentales
Le vainqueur du tournoi de Clôture est qualifié pour la Copa Libertadores 2019.

## Les clubs participants
- Club Libertad
- Club Nacional
- Cerro Porteño
- Club Guaraní
- Club Deportivo Capiatá
- Club Sol de América
- Club Deportivo Santaní - Promu de División Intermedia
- Club Olimpia
- Club Sportivo Luqueño
- Club General Díaz
- Independiente Campo Grande
- Club Atlético 3 de Febrero - Promu de División Intermedia

## Compétition
Le barème utilisé pour établir le classement est le suivant :
- Victoire : 3 points
- Match nul : 1 point
- Défaite : 0 point

### Classement
| Rang | Équipe                      | Pts | J  | G  | N | P  | Bp | Bc | Diff |
| ---- | --------------------------- | --- | -- | -- | - | -- | -- | -- | ---- |
| 1    | Club OlimpiaT               | 49  | 22 | 15 | 4 | 3  | 48 | 20 | +28  |
| 2    | Cerro Porteño               | 40  | 22 | 11 | 7 | 4  | 36 | 21 | +15  |
| 3    | Club Libertad               | 37  | 22 | 10 | 7 | 5  | 33 | 20 | +13  |
| 4    | Club Sol de América         | 33  | 22 | 9  | 6 | 7  | 29 | 30 | -1   |
| 5    | Club Deportivo SantaníP     | 28  | 22 | 7  | 7 | 8  | 22 | 29 | -7   |
| 6    | Club Nacional               | 27  | 22 | 6  | 9 | 7  | 28 | 31 | -3   |
| 7    | Club Guaraní                | 25  | 22 | 6  | 7 | 9  | 27 | 30 | -3   |
| 8    | Club Atlético 3 de FebreroP | 25  | 22 | 6  | 7 | 9  | 32 | 37 | -5   |
| 9    | Club Sportivo Luqueño       | 25  | 22 | 6  | 7 | 9  | 23 | 30 | -7   |
| 10   | Club Deportivo Capiatá      | 24  | 22 | 6  | 6 | 10 | 25 | 36 | -11  |
| 11   | Club General Díaz           | 22  | 22 | 5  | 7 | 10 | 30 | 38 | -8   |
| 12   | Independiente Campo Grande  | 31  | 22 | 4  | 8 | 10 | 22 | 32 | -10  |

|  | Qualification pour la Copa Libertadores 2019         |
|  | T : Tenant du titre P : Promu de División Intermedia |

## Classement Cumulé
| Rang | Équipe                      | Pts | J  | G  | N  | P  | Bp  | Bc | Diff |
| ---- | --------------------------- | --- | -- | -- | -- | -- | --- | -- | ---- |
| 1    | Club OlimpiaOuv Clo         | 102 | 44 | 31 | 9  | 4  | 100 | 42 | +58  |
| 2    | Cerro Porteño               | 82  | 44 | 23 | 13 | 8  | 79  | 38 | +41  |
| 3    | Club Libertad               | 76  | 44 | 21 | 13 | 10 | 70  | 44 | +26  |
| 4    | Club Nacional               | 65  | 44 | 16 | 17 | 11 | 60  | 52 | +8   |
| 5    | Club Sol de América         | 63  | 44 | 17 | 12 | 15 | 65  | 70 | -5   |
| 6    | Independiente Campo Grande  | 51  | 44 | 13 | 12 | 19 | 52  | 64 | -12  |
| 7    | Club Deportivo SantaníP     | 50  | 44 | 11 | 17 | 16 | 44  | 54 | -10  |
| 8    | Club Guaraní                | 48  | 44 | 12 | 12 | 20 | 52  | 69 | -17  |
| 9    | Club Sportivo Luqueño       | 46  | 44 | 11 | 13 | 20 | 48  | 67 | -19  |
| 10   | Club General Díaz           | 46  | 44 | 11 | 13 | 20 | 57  | 78 | -21  |
| 11   | Club Deportivo Capiatá      | 45  | 44 | 11 | 12 | 21 | 56  | 80 | -24  |
| 12   | Club Atlético 3 de FebreroP | 39  | 44 | 8  | 15 | 21 | 53  | 77 | -24  |

|  | Qualification pour la phase de groupes de la Copa Libertadores 2019     |
|  | Qualification pour le tour préliminaire de la Copa Libertadores 2019    |
|  | Qualification pour la Copa Sudamericana 2019                            |
|  | Relégation directe en deuxième division                                 |
|  | Ouv : Vainqueur du tournoi Ouverture Clo : Vainqueur du tournoi Clôture |

- La relégation est décidée en faisant la moyenne des points obtenus lors des trois dernières saisons (2016, 2017 et 2018). Les deux clubs les moins performants sont relégués.

Les deux clubs relégués sont : Independiente Campo Grande et Club Atlético 3 de Febrero.

## Bilan de la saison
| Championnat du Paraguay de football 2018 |                                                                                    |
| Champion                                 | Club Olimpia (42e titre)                                                           |
| Coupes et trophées                       |                                                                                    |
| Vainqueur de la Coupe du Paraguay 2018   | Club Guaraní                                                                       |
| Qualifications continentales             |                                                                                    |
| Copa Libertadores 2019                   | Club Olimpia Cerro Porteño                                                         |
| Copa Libertadores 2019                   | Club Libertad Club Nacional                                                        |
| Copa Sudamericana 2019                   | Club Sol de América Independiente Campo Grande Club Deportivo Santaní Club Guaraní |
| Promotions et relégations                |                                                                                    |
| Promus en Primera División               | Club River Plate                                                                   |
| Promus en Primera División               | Club Sportivo San Lorenzo                                                          |
| Relégués en División Intermedia          | Independiente Campo Grande                                                         |
| Relégués en División Intermedia          | Club Atlético 3 de Febrero                                                         |